# Westenfeld (Bochum)
Westenfeld è un quartiere (Ortsteil) di Bochum, appartenente al distretto (Stadtbezirk) di Bochum-Wattenscheid.
A Westenfeld ci sono due scuole: Il liceo Hellweg-Schule Bochum e la scuola media Maria Sibylla Merian-Gesamtschule Bochum.
Il club di calcio SF Westenfeld 1965 disputa i suoi incontri in casa nel centro sportivo di Westenfeld.
Già comune, nel 1926 venne incorporato nel comune di Wattenscheid che a suo volta è stato incorporato nella città di Bochum nel 1975..